# 一丸志帆
一丸 志帆（いちまる しほ、4月16日 - ）は、近畿地方を拠点に活動する日本のタレント、ナレーター。ワイワイワイ所属。2018年2月までは大阪テレビタレントビューローに所属していた。
大阪府出身。園田学園女子大学短期大学部卒業。

## 出演
特記のないデータは、すべて2019年6月時点のワイワイワイ公式プロフィールからの参考。

### テレビ番組
- すこやか料理レシピ（サンテレビ） - アシスタント

### ラジオ番組
- 日曜スペシャル シアターオブマインド 心のスクリーン（朝日放送ラジオ、2018年10月21日）[3]
- めざせ甲子園！地方大会速報（朝日放送ラジオ）
- ABCフレッシュアップナイター（朝日放送ラジオ）
- ヘッドラインニュース（FM802）
- ヘッドラインニュース（エフエム大阪）
- 京都人権情報（KBS京都）[1]

## ナレーション
こちらも特記のないデータは、すべて2019年6月時点のワイワイワイ公式プロフィールからの参考。

### テレビ番組
- バラエティー生活笑百科（NHK大阪放送局）
- 時短！簡単！今夜使える美食レシピ（関西テレビ）
- 2時ワクッ!（関西テレビ）
- FNNスーパーニュースアンカー（関西テレビ）

### CM
- JR西日本
- シオノギ製薬
- 大丸
- パナソニック
- キンチョー
- 海遊館
- NTT西日本
- キリン
- JTB
- ビーバーハウス

### 駅自動放送
- 山陽新幹線 新神戸駅 - 博多駅（JR西日本）[4]
- 九州新幹線 博多駅 - 鹿児島中央駅（JR九州）[4]